# Посольство Руанды в России
Посо́льство Респу́блики Руа́нда в Росси́и (англ. Embassy of Rwanda in the Russian Federation, фр. Ambassade du Rwanda en Fédération de Russie) — находится по улице Мосфильмовская в районе Раменки в Москве.

## История
Дипломатические отношения между странами были установлены 17 октября 1963 года.
Послом в России от Руанды является Франк Мушио Каманзи.